# Stenophylax terekensis
Stenophylax terekensis là một loài Trichoptera trong họ Limnephilidae. Chúng phân bố ở miền Cổ bắc.